# هوکندورف
هوکندورف (به آلمانی: Höckendorf) یک منطقهٔ مسکونی در آلمان است که در Klingenberg واقع شده‌است. هوکندورف ۲٬۹۵۰ نفر جمعیت دارد.